# Club service
 (décembre 2017).
Si vous disposez d'ouvrages ou d'articles de référence ou si vous connaissez des sites web de qualité traitant du thème abordé ici, merci de compléter l'article en donnant les références utiles à sa vérifiabilité et en les liant à la section « Notes et références ».
Un club service est un type d'organisation non lucrative dont les membres partagent les mêmes valeurs sociales. Ils se rencontrent régulièrement et mènent localement des actions caritatives et éducatives, soit par eux-mêmes, soit en finançant d'autres associations, tout en développant une sociabilité fondée sur des critères sociologiques implicites (groupe social)[pas clair]. 
Au-delà des objectifs affichés définis dans les statuts des clubs services, ces clubs sont surtout susceptibles d'avoir d'autres fonctions : par exemple, acquérir un surcroît de légitimité sociale, s'insérer dans un tissu social où des liens professionnels utiles peuvent être noués (réseautage d'affaires), grâce à la solidarité entre membres.

## Exemples
Les associations suivantes sont des clubs service :
- Club 41 Français
- Club Agora France
- Inner Wheel Club (en)
- Interact club
- Jeune chambre économique française
- Sénat de la jeune chambre internationale
- Kiwanis
- Ladies' Circle (de)
- Leo clubs
- Lions Clubs
- Richelieu international
- Rotaract
- Rotary International
- Soroptimist
- Table Ronde Internationale (en)
- Zonta International
- Fifty-One International